# Клото (белок)
Клото (англ. Klotho) — трансмембранный белок, β-глюкуронидаза, регулирующий чувствительность организма к инсулину,  взаимодействующий с несколькими рецепторами. Альтернативный сплайсинг РНК Klotho вызывает синтез двух форм белка, состоящих из 1012  и 549 аминокислот соответственно. 
Ген Klotho был открыт в 1997 году и назван в честь греческой богини судьбы Клото, прядущей нить жизни. 
Количество клото в организме снижается с возрастом. Повышенная экспрессия увеличивает продолжительность жизни подопытных животных (например ), а отсутствие белка у нокаутных мышей вызывает ускоренное старение.